# Oberheldrungen
Oberheldrungen (letteralmente "Heldrungen di sopra", in contrapposizione alla vicina Heldrungen) è un comune di 757 abitanti della Turingia, in Germania.
Appartiene al circondario del Kyffhäuser (targa KYF) ed è amministrato dal comune amministratore (Erfüllende Gemeinde) di An der Schmücke.